# Cmentarz żydowski w Ostrowcu Świętokrzyskim
Cmentarz żydowski w Ostrowcu Świętokrzyskim – jest położony w centrum miasta przy ul. Sienkiewicza, tuż obok parku miejskiego im. Marszałka Piłsudskiego. Na obszarze około 1 ha znajduje się prawie 200 macew w większości ustawionych w lapidarium. Tylko niektóre znajdują się w swym pierwotnym położeniu to jest nad miejscami pochówku. Z około 200 zachowanych macew blisko 150 zostało po wojnie wydobytych z ul. Czerwińskiego, gdzie zostały użyte przez Niemców do jej utwardzenia. 
Kirkut powstał prawdopodobnie ok. 1734 roku. Podczas II wojny światowej był miejscem licznych egzekucji polskich i żydowskich mieszkańców Ostrowca. Systematycznie dewastowany przez Niemców, którzy wyrywane macewy wykorzystywali do brukowania pobliskich ulic. W 1957 część cmentarza zajęto pod park miejski. Usunięte macewy zostały przeniesione na ocalałą część cmentarza i ułożone w lapidarium. Podobnie postąpiono z nagrobkami odzyskanymi w latach 70. z remontowanych ulic.
Na cmentarzu zachował się nagrobek ostrowieckiego cadyka Mejera Halewiego Halsztoka, zmarłego w 1928.

## Galeria

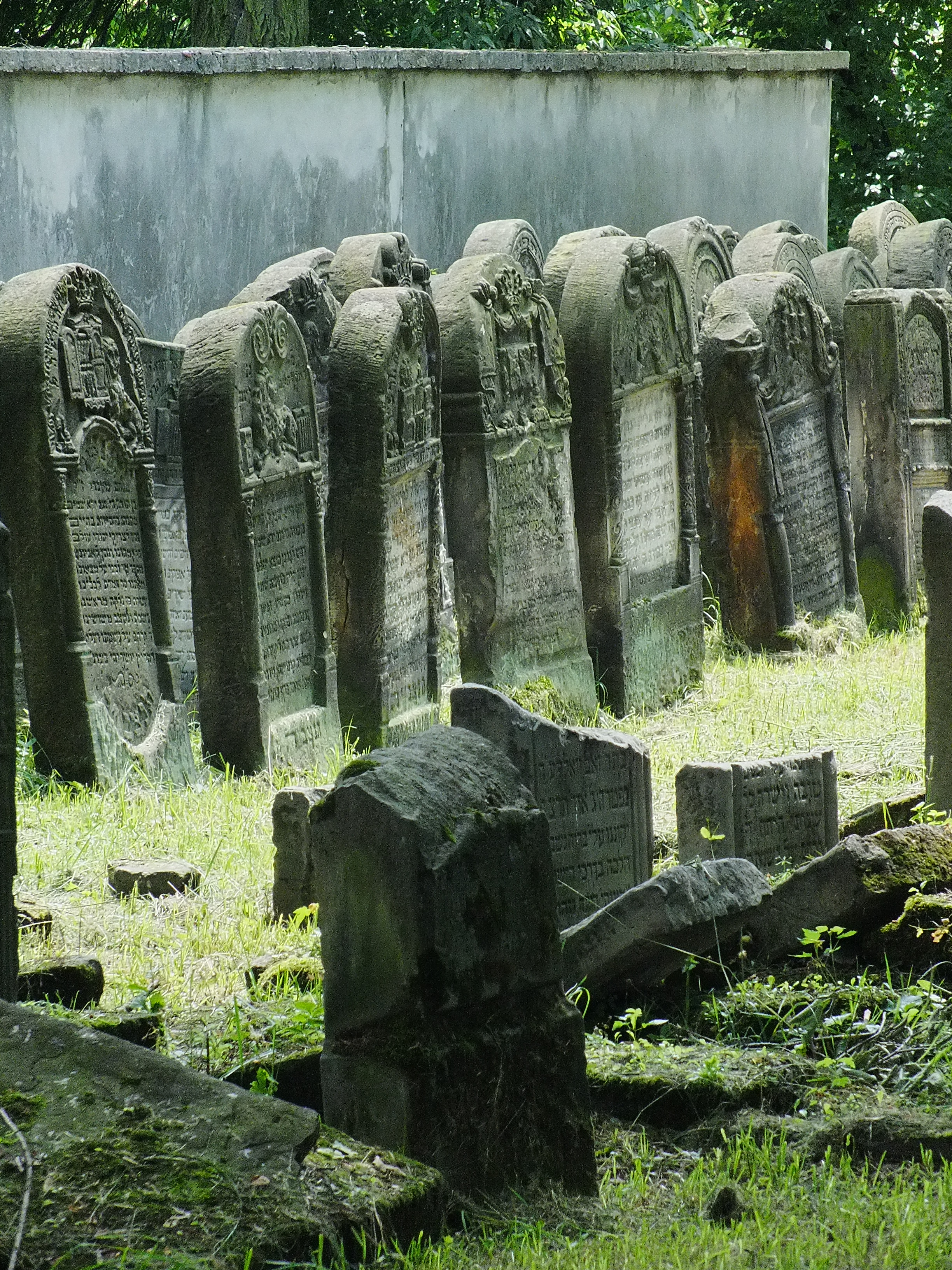
Macewy
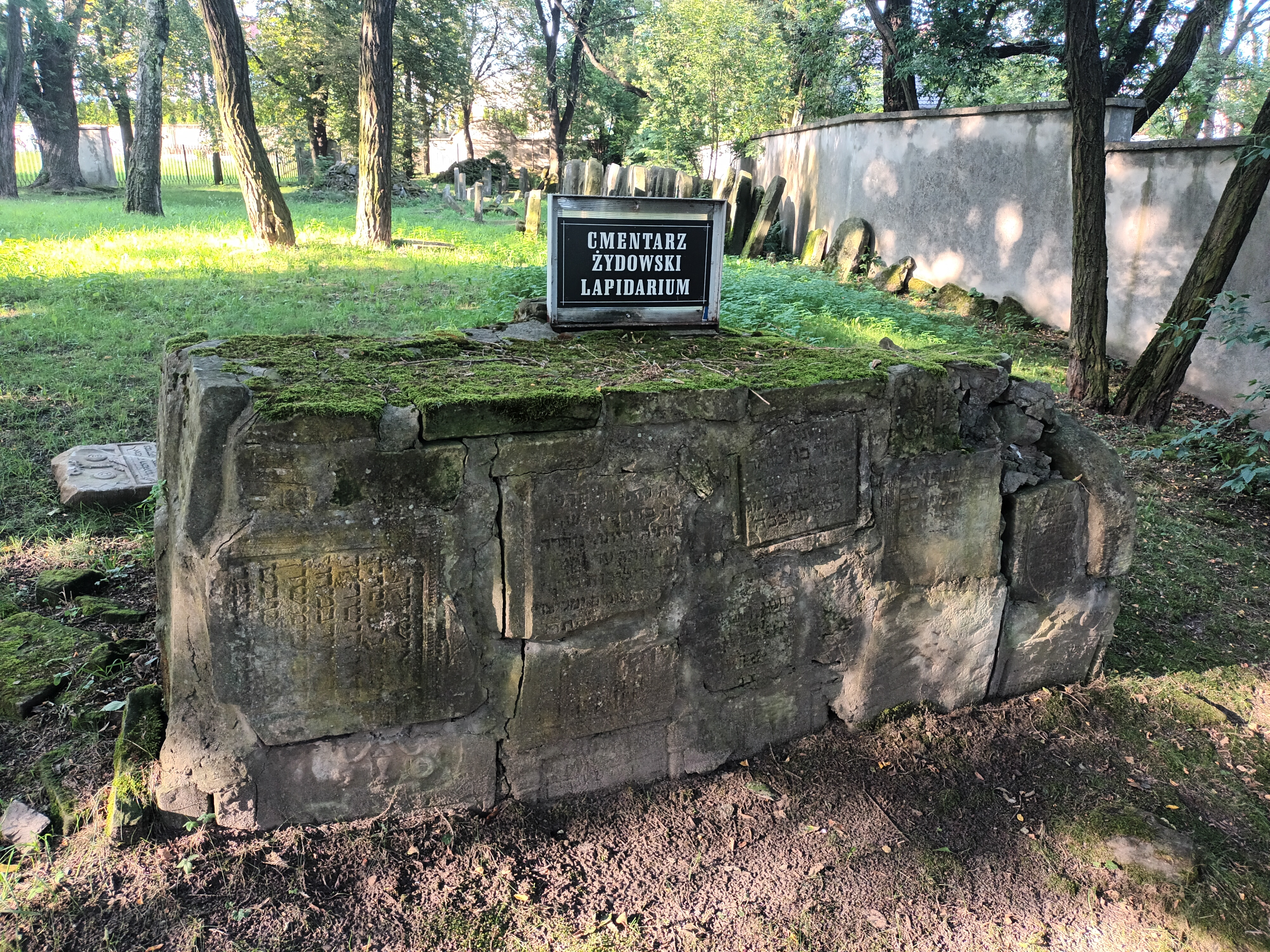
Lapidarium na cmentarzu żydowskim w Ostrowcu Świętokrzyskim